# Остос, Эугенио Мария де
Эугенио Мария де Остос-и-Бонилья (исп. Eugenio María de Hostos y Bonilla, род. 11 января 1839 г. Маягуэс — ум. 11 августа 1903 г. Санто-Доминго) — выдающийся писатель, философ, правовед, социолог и политик Пуэрто-Рико и Доминиканской Республики.

## Биография
Эугенио Мария родился в зажиточной и знатной семье испанского происхождения, переселившихся сперва на Кубу, а затем оттуда — на Пуэрто-Рико ещё в первой половине XVIII века. По окончании лицея в столице Пуэрто-Рико, городе Сан-Хуан, в 1852 году семья посылает его Бильбао, в Испанию, для продолжения образования. В мадридском университете де Остос изучает право, философию и литературу. Уже в студенческие годы он проявляет интерс к политике. В 1863 году он пишет своё важнейшее сочинение — «La Peregrinación de Bayoan». После того, как в 1869 Испания, приняв новую конституцию, отказала Пуэрто-Рико в предоставлении независимости, де Остос начинает связывать свои надежды на освобождение родины с США.
Остос селится в столице Доминиканской Республики Санто-Доминго, где живёт со своей супругой, кубинкой Белиндой Оттилой де Аяла Кинтана (1862—1917), на которой женился в 1877 году. В этом браке писатель имел пятерых детей (последние двое — Фелипо Луис и Мария Анджелина — родились в Чили).
В своих политических взглядах Де Остос был солидарен с революционными движениями в испанских колониях, в том числе с находившимися в США кубинскими эмигрантскими группами, издававшими журнал La Revolución. Де Остос выступал за создание Антильской Конфедерации («Confederación Antillana»), — испаноязычного государства, включавшего в себя Пуэрто-Рико, Кубу и Доминиканскую Республику. Для популяризации этого государства на международной арене учёный и писатель посетил США, Францию, Колумбию, Перу, Чили, Аргентину, Бразилию Венесуэлу и ряд других американских государств и территорий. Идея создания такой конфедерации была весьма популярна особенно среди широких масс кубинского и пуэрто-риканского населения, выступавших за предоставление их странам независимости от Испании, однако она не была осуществлена в результате присоединения Пуэрто-Рико к США по итогам испано-американской войны. Будучи горячим патриотом и защитником в своих литературных трудах народов Латинской Америки, Де Остос получил прозвание гражданин Америки.
Во время своего пребывния в Перу Де Остос работает над развитием системы образования в этой стране. В 1870—1873 годах он живёт в Чили, предодаёт в столичном университете и выступает с лекциями о «научном образовании для женщин». Благодаря его усилиям в Чили было введено университетское образование для женщин. Приехав в Аргентину 29 сентября 1873 года, учёный предлагает организовать железнодорожное сообщение между Аргентиной и Чили. Это предложение было принято и осуществлено, и первый паровоз на новой линии получил его имя.
В 1875 году Де Остос возвращается в Санто-Доминго, и открывает здесь первый преподавательский колледж, в планах преподавания которого использовал новейшие достижения науки, подчас оппозиционные позиции католической церкви. В 1876 году учёный совершает путешествие по Венесуэле, затем вступает в брак с Белиндой Оттилой. Вернувшись в Санто-Доминго в 1879, он открывает ещё один колледж в Сантьяго-де-лос-Кабальерос.
В 1898 Де Остос приезжает в США, чтобы добиться там поддержки для предоставления независимости своей родине, однако по итогам испанозамериканской войны 1898—1901 годов Пуэрто-Рико оказался аннексированным США. В 1990 году Де Остос возвращается в Доминиканскую Республику, где занимается вопросами общественного образования и создания сети железных дорог.
Эугенио Мария де Остос был автором большого количества научных работ в таких областях, как философия и психология, гражданские права, испаноязычная литература. Он был одним из первых учёных-социологов Латинской Америки. Де Остос также известен как горячий защитник равноправия женщин.

## Награды и признание
В 1938 году, на Международной Американской конференции в Лиме Де Остосу был присвоен почёный титул «Гражданин Америки и Учитель молодёжи». в Пуэрто-Рико день рождения писателя и учёного объявлен национальным праздником. В Пуэрто-Рико также ему установлены два памятника (в родном городе Маягуэс и в столице острова Сан-Хуане, близ университета).
В Маягуэсе его имя носят местный университет, юридический колледж, международный аэропорт Eugenio María de Hostos Airport и скоростное шоссе, ныне авеню. Именем Де Остоса названы также несколько школ и колледжей в Нью-Йорке, Нью-Джерси, Бруклине и Йонкерсе (все — в США).

## Избранные сочинения
- «La Peregrinación de Bayoán» (1863)
- «Las doctrinas y los hombres» (1866)
- «El día de América»
- «Ayacucho» (1870)
- «El cholo» (1870)
- «La educación científica de la mujer» (1873)
- «Lecciones de derecho constitucional. Santo Domingo: Cuna de América» (1887)
- «Geografía evolutiva» (1895)